# فرانك ميخائيل
فرانك ميخائيل هو مغني بلجيكي، ولد في 7 مايو 1953 في بارما في إيطاليا.

## وصلات خارجية
- الموقع الرسمي
- فرانك ميخائيل على موقع ميوزك برينز (الإنجليزية)
- فرانك ميخائيل على موقع أول ميوزيك (الإنجليزية)
- فرانك ميخائيل على موقع ديسكوغز (الإنجليزية)